# Джамби, Джереми
Джереми Дин Джамби (англ. Jeremy Dean Giambi; 30 сентября 1974, Сан-Хосе, Калифорния — 9 февраля 2022, Клермонт, там же) — американский бейсболист. Играл на позициях аутфилдера и игрока первой базы. В Главной лиге бейсбола выступал с 1998 по 2003 год. На студенческом уровне играл за команду университета штата Калифорния в Фуллертоне. Победитель Мировой серии среди колледжей 1995 года.

## Биография

### Ранние годы
Джереми Джамби родился 30 сентября 1974 года в Сан-Хосе. Младший брат бейсболиста Джейсона Джамби. Учился в старшей школе Саут-Хиллз в Уэст-Ковине. Во время учёбы играл в бейсбол, баскетбол, американский футбол, гольф и боулинг. Осенью 1992 года поступил в университет штата Калифорния, где первый сезон провёл в статусе освобождённого игрока. Летом Джамби играл в студенческой лиге, в 1993 году принимал участие в турнире Национального бейсбольного конгресса.
В 1995 году Джамби вместе с командой университета выиграл турнир студенческой Мировой серии. Он был одним из лидеров нападения команды, отбивал с показателем 34,9 %, набрал 37 RBI. В июне 1995 года в 44 раунде драфта его выбрал клуб «Детройт Тайгерс», но от подписания контракта Джамби отказался. Он провёл в колледже ещё один сезон, в котором отбивал с эффективностью 39,6 %, улучшил свои навыки передвижения по базам и игры в защите. В шестом раунде драфта 1996 года его задрафтовали второй раз — «Канзас-Сити Роялс» в шестом раунде.

### Профессиональная карьера
Первым клубом в профессиональной карьере Джамби стал Спокан Индианс. Дебютный сезон он завершил с показателем отбивания 27,3 %, шестью выбитыми хоум-ранами и 22 украденными базами. В 1997 году он играл за «Лансинг Лагнатс» и «Уичито Рэнглерс». Постепенно прогрессируя как силовой отбивающий, Джамби также стал известен своим темпераментом: он был наказан за оскорбительные высказывания в адрес соперников, в одном из матчей едва не спровоцировал драку. В сезоне 1998 года его перевели в команду AAA-лиги «Омаха Голден Спайкс». У него было повреждено подколенное сухожилие, но даже с травмой Джамби стал лучшим отбивающим Лиги Тихоокеанского побережья, его эффективность на бите составила 37,2 %. В сентябре он был переведён в основной состав «Роялс» и дебютировал в Главной лиге бейсбола. До конца чемпионата он успел сыграть в восемнадцати матчах.
Перед стартом чемпионата 1999 года тренерский штаб «Роялс» планировал использовать Джамби как основного назначенного бьющего, но из-за травмы колена первые два месяца он провёл в фарм-клубе. После восстановления он также играл на первой базе и в левом аутфилде. Джамби завершил год с показателем отбивания 28,5 %, но в защите действовал не лучшим образом.
В феврале 2000 года «Роялс» обменяли Джамби в «Окленд Атлетикс», где он воссоединился со своим братом Джейсоном. В команде он был запасным назначенным бьющим и аутфилдером. На старте сезона игра на бите у него шла плохо, в конце апреля его ненадого перевели в команду AAA-лиги «Сакраменто Ривер Кэтс». Всего Джамби сыграл за «Окленд» в 104 матчах регулярного чемпионата с показателем эффективности 25,4 %. Команда вышла в плей-офф, где он отметился одним набранным RBI. Сезон 2001 года стал лучшим в карьере Джамби. Он провёл 124 игры с эффективностью 28,3 % и выбил 12 хоум-ранов, а затем был одним из лидеров «Атлетикс» в плей-офф, где команда проиграла «Нью-Йорк Янкис» в Дивизионной серии.
В последующее межсезонье Джамби занял место ушедшего брата на позиции левого аутфилдера. До середины мая он сыграл 42 матча с показателем отбивания 27,4 % с 17 RBI, после чего был обменян в «Филадельфию». Объясняя это решение, генеральный менеджер «Атлетикс» Билли Бин говорил о том, что Джамби был «одномерным». Ходили слухи и о том, что он злоупотребляет алкоголем. В «Филлис» его игровое время сократилось, но он успел сыграть в 82 матчах с 12 выбитыми хоум-ранами. Его средний показатель отбивания снизился, но на базу он проходил в 43,5 % случаев.
В межсезонье «Филлис» обменяли Джамбо в «Бостон Ред Сокс» на питчера Джоша Хэнкока. На сборах он рассчитывал на место стартового игрока первой базы, но борьбу за него выиграл Кевин Миллар. Затем тренеры пробовали его в роли назначенного бьющего, но из-за низкой результативности и на этой позиции он проиграл конкуренцию Дэвиду Ортису. На короткое время Джамби даже был переведён в «Потакет Ред Сокс» из AAA-лиги. В регулярном чемпионате он провёл 50 матчей с эффективностью отбивания 19,7 %. Сезон для него завершился в августе из-за травмы плеча.
Больше он в Главную лигу бейсбола не возвращался. В 2004 году Джамби подписал контракт с «Лос-Анджелес Доджерс», но весь сезон залечивал плечо и перенёс операцию на позвоночнике. В 2005 году он провёл девять игр за команды фарм-системы «Чикаго Уайт Сокс» и окончательно завершил карьеру. В те годы в профессиональном бейсболе начал разгораться скандал вокруг употребления стероидов игроками Главной лиги бейсбола. В марте 2005 года Джамби признался, что весной 2003 года использовал гормон роста и тестостерон, полученные им от Грега Андерсона, работавшего в лаборатории BALCO. Он связывал возникновение проблем со здоровьем с моментом начала приёма запрещённых препаратов. В 2011 году Джамби выступал свидетелем на процессе Барри Бондса, обвиняемого в даче ложных показаний.

### После окончания карьеры
В последние годы жизни Джамби работал тренером в одном из спортивных центров в Калифорнии. Он стал одним из персонажей фильма «Человек, который изменил всё», где его роль исполнил Ник Порраццо. Показаная в фильме его история некоторыми деталями отличается от того, что происходило на самом деле.
Джереми Джамби был найден мёртвым с огнестрельным ранением в доме своих родителей в Клермонте 9 февраля 2022 года. Полиция пришла к выводу, что он покончил с собой. В отчёте коронера говорилось, что в прошлом он злоупотреблял наркотиками и проходил курс лечения в клинике, но при вскрытии следов запрещённых веществ обнаружено не было. Члены семьи Джамби сообщили, что за полгода до смерти на тренировке ему попали мячом в голову, сломав скуловую кость, но следов неврологических нарушений при вскрытии также не обнаружили.